# Michelle Carter
Michelle Denee Carter (San Jose, 12 de outubro de 1985) é uma atleta e campeã olímpica norte-americana, especialista no arremesso de peso.
Estreou no cenário internacional em 2001, aos 15 anos, quando conquistou a medalha de prata no Campeonato Mundial Júnior de Atletismo, em Debrecen, Hungria, ficando atrás da futura bicampeã olímpica Valerie Adams; três anos depois, conquistou a medalha de ouro no Campeonato Mundial Júnior de Atletismo de 2004 em Grosseto, na Itália.
Participou dos Jogos Olímpicos de Pequim 2008, ficando em 15º lugar e de Londres 2012, com a 5ª colocação. Foi medalha de bronze nos Jogos Pan-Americanos de Guadalajara 2011 e no Mundial Indoor de Istambul 2012. Em março de 2016, nos preparativos para os Jogos da Rio 2016, foi campeã mundial indoor de arremesso de peso em Portland, Estados Unidos, derrotando pela primeira vez a neozelandesa Adams.
Seu grande momento na carreira veio nos Jogos Olímpicos Rio 2016, quando conquistou a medalha de ouro no último dos seus seis lançamentos, atingindo a marca de 20,63 m, sua melhor marca pessoal e recorde nacional, derrotando a bicampeã Valerie Adams que lutava pelo tricampeonato olímpico e se tornando a primeira norte-americana a conquistar o ouro olímpico nesta modalidade do atletismo. No ano seguinte, conquistou a medalha de bronze no Campeonato Mundial de Atletismo, em Londres.
Maquiadora profissional certificada e apelidada de "Shot Diva" (Diva do Arremesso), Carter é também heptacampeã norte-americana da modalidade.